# Championnats du monde de pentathlon moderne 2023
Navigation
Édition précédente Édition suivante
Les Championnats du monde de pentathlon moderne 2023 sont la 64e édition des Championnats du monde de pentathlon moderne. Ils ont lieu à Bath, en Angleterre, du 19 au 28 août 2023.
Ces championnats du monde sont qualificatifs pour les Jeux olympiques de Paris 2024.
La compétition accueille également le championnat du monde de Laser-run.

## Pentathlon

### Podiums
| Épreuves    | Or                                                         | Or     | Argent                                                          | Argent | Bronze                                                  | Bronze |
| Hommes      | Hommes                                                     | Hommes | Hommes                                                          | Hommes | Hommes                                                  | Hommes |
| ----------- | ---------------------------------------------------------- | ------ | --------------------------------------------------------------- | ------ | ------------------------------------------------------- | ------ |
| Individuel  | Joseph Choong                                              | 1523   | Emiliano Hernández                                              | 1518   | Mohanad Shaban                                          | 1514   |
| Par équipes | Égypte- Ahmed El-Gendy - Mohamed El-Gendy - Mohanad Shaban | 4530   | Grande-Bretagne- Charles Brown - Joseph Choong - Myles Pillage  | 4450   | Corée du Sud- Jun Woong-tae - Jung Jin-hwa - Lee Ji-hun | 4450   |
| Relais      | Égypte- Moutaz Mohamed - Ahmed Hamed                       | 1467   | Hongrie- Gergely Regős - Balázs Szép                            | 1463   | Corée du Sud- Seo Chang-wan - Lee Ji-hun                | 1462   |
| Femmes      |                                                            |        |                                                                 |        |                                                         |        |
| Individuel  | Elena Micheli                                              | 1429   | Alice Sotero                                                    | 1420   | Kerenza Bryson                                          | 1419   |
| Par équipes | Italie - Alessandra Frezza - Elena Micheli - Alice Sotero  | 4221   | Grande-Bretagne- Kerenza Bryson - Olivia Green - Jessica Varley | 4207   | Hongrie - Luca Barta - Blanka Bauer - Michelle Gulyás   | 3537   |
| Relais      | Égypte- Amira Kandil - Malak Ismail                        | 1315   | Italie- Beatrice Mercuri - Aurora Tognetti                      | 1309   | Mexique- Mayan Oliver - Mariana Arceo                   | 1290   |
| Mixte       |                                                            |        |                                                                 |        |                                                         |        |
| Relais      | Égypte- Mohanad Shaban - Salma Abdelmaksoud                | 1413   | Corée du Sud- Jun Woong-tae - Kim Sun-woo                       | 1395   | Tchéquie- Marek Grycz - Lucie Hlaváčková                | 1386   |

### Tableau des médailles
- Pays organisateur

| Rang  | Nation          | Or | Argent | Bronze | Total |
| ----- | --------------- | -- | ------ | ------ | ----- |
| 1     | Égypte          | 4  | 0      | 1      | 5     |
| 2     | Italie          | 2  | 2      | 0      | 4     |
| 3     | Grande-Bretagne | 1  | 2      | 1      | 4     |
| 4     | Corée du Sud    | 0  | 1      | 2      | 3     |
| 5     | Hongrie         | 0  | 1      | 1      | 2     |
| 5     | Mexique         | 0  | 1      | 1      | 2     |
| 7     | Tchéquie        | 0  | 0      | 1      | 1     |
| Total | Total           | 7  | 7      | 7      | 21    |

## Laser run
| Épreuves          | Or                                                                      | Or       | Argent                                                       | Argent   | Bronze                                                       | Bronze   |
| ----------------- | ----------------------------------------------------------------------- | -------- | ------------------------------------------------------------ | -------- | ------------------------------------------------------------ | -------- |
| Individuel hommes | Pau Salomo                                                              | 10:00.45 | Alexandre Dällenbach                                         | 10:02.79 | Luo Shuai                                                    | 10:07.47 |
| Par équipe hommes | Lituanie- Titas Puronas - Paulius Vagnorius - Danielius Jevensaper      | 31:45.08 | France- Mohamed-Kamis Mtir - William Atger - Audric Lambolez | 32:16.12 | Grande-Bretagne- Alex Bigg - Samuel Curry - Guy Anderson     | 33:11.56 |
| Individuel femmes | Elzbieta Adomaitytė                                                     | 11:39.00 | Devan Wiebe                                                  | 11:48.20 | Alexandra Bousfield                                          | 12:05.50 |
| Par équipe femmes | Lituanie- Elzbieta Adomaitytė - Anastasija Chafizova - Neda Doroševaitė | 36:58.80 | France- Victoria Michon - Marine Bonneaud - Nelly Gaucher    | 44:04.10 | Koweït- Haya Al-Fares - Qairawan Al-Bathali - Shouq Al-Sabah | 49:43.00 |
| Relais mixte      | Suisse- Katharina Jurt - Alexandre Dällenbach                           | 12:14.73 | Mexique- Tamara Vega - Lorenzo Macías                        | 12:20.94 | Lituanie- Elzbieta Adomaitytė - Titas Puronas                | 12:27.27 |
| Para-laser run    |                                                                         |          |                                                              |          |                                                              |          |
| LR4 hommes        | Abdullah Abdelmawla                                                     |          |                                                              |          |                                                              |          |
| LR4 femmes        | Hanin Elkhouly                                                          |          |                                                              |          | Hassiba Bouyoucef                                            |          |
| Open              |                                                                         |          |                                                              |          |                                                              |          |